# Nick Arnold
Nick Arnold – autor książek popularnonaukowych dla dzieci i młodzieży. Zasłynął głównie jako autor serii Horrible Science (Strrraszna przyroda) wydawanej w Polsce w ramach serii Monstrrrualna erudycja, a także serii książek Wild Lives, nieopublikowanej jeszcze w Polsce. Książki tworzy wspólnie z Tonym De Saullesem (który jest ilustratorem).

## Nagrody
- Aventis Prize (za najlepsze przyrodnicze książki dla dzieci)